# Артиђанале Марина (Терамо)
Артиђанале Марина (итал. Artigianale Marina) је насеље у Италији у округу Терамо, региону Абруцо.
Према процени из 2011. у насељу је живело 49 становника. Насеље се налази на надморској висини од 9 м.